# Nuits blanches à Hambourg
Pour plus de détails, voir Fiche technique et Distribution.
Nuits blanches à Hambourg (titre original : Auf der Reeperbahn nachts um halb eins) est un film allemand réalisé par Rolf Olsen, sorti en 1969.

## Fiche technique
- Titre original : Auf der Reeperbahn nachts um halb eins
- Réalisation : Rolf Olsen
- Scénario : Rolf Olsen
- Photographie : Heinz Hölscher
- Musique : Erwin Halletz
- Montage : Renate Willeg
- Format : Couleur (Eastmancolor)
- Genre : Film policier
- Durée : 106 minutes (1 h 46)
- Date de sortie :
  -  Allemagne de l'Ouest : 9 septembre 1969
  -  France : 6 avril 1972

## Distribution
- Curd Jürgens : Hannes Teversen
- Konrad Georg : le superintendant Krause
- Diana Körner : Karin Lauritz
- Heinz Reincke : Pit Pitter Pittjes
- Heidi Kabel : Martha
- Horst Naumann : Bobowsky
- Friedrich Schütter (en) : Bruno Schultze
- Fritz Tillmann : Christoph Lauritz
- Fritz Wepper : Till Schippmann
- Karl-Otto Alberty : Hotte Priemel
- Reiner Brönneke (de) : Klaus Boltrup
- Birke Bruck (en) : Doris
- Jutta D'Arcy : Antje